# Novafeltria

Novafeltria (Marcadèn d'la Marecia en dialecte romagnol) est une commune italienne d'environ 7 100 habitants, située dans la province de Rimini, dans la région Émilie-Romagne. La petite ville est une des communes les plus peuplées de la région historique du Montefeltro.

## Géographie
Située à 293 mètres d'altitude, dans la vallée du Marecchia, à 32 km de Rimini sur la route S258 qui remonte toute la vallée, et à 11 km de Pennabilli. La commune est entourée de Talamello, San Leo, Torriana e Sogliano al Rubicone.

## Histoire
Première citation en 950 autour de l’église de San Pietro et l’oratoire de Santa Marina, la cité fut choisie comme demeure par les comtes Segni de Bologne au XVIIe siècle.

Initialement, en 1860, lors de l'unification de l'Italie, Novafeltria fut rattachée à la région des Marches (province de Pesaro et Urbino). Ce n'est que tout récemment, le 15 août 2009, qu'elle en a été détachée, conjointement avec six autres communes du Haut-Valmarecchia, en application des résultats d'un référendum tenu les 17 et 18 décembre 2006, pour être rattachée à l'Émilie-Romagne. Sur cette modification territoriale, pourtant pleinement entrée en vigueur, a pesé jusqu'au 10 juillet 2010 le recours de la région des Marches devant la Cour constitutionnelle, qui l'a rejeté pour inadmissibilité, vu son absence de fondement,  aucune loi n'ayant été violée ou enfreinte.

De 1922 à 1960, Novafeltria fut reliée par un chemin de fer qui la reliait à Rimini et au littoral de l’Adriatique. Aujourd’hui desservie par un réseau de bus.

## Culture et économie
- Aujourd’hui, la cité est le centre de toutes les activités économiques de la vallée du Marecchia.
- Le hameau de Perticara, ancien centre minier, est le siège d’un musée consacré à l’histoire des mines de soufre (les plus importantes d’Europe), ainsi qu’à des témoignages archéologiques remontant à l’âge du bronze, à la civilisation des Ombriens, Étrusques et des Romains.
- À 900 mètres d’altitude, le mont est recouvert d’une châtaigneraie et d’une vaste pinède qui héberge un parc "Aventure".
- Théâtre, bibliothèque, discothèque, piscine couverte, cours sportifs divers, piste cycliste, piste moto-cross et camping.

## Administration
| Période                                  | Période  | Identité            | Étiquette | Qualité |
| ---------------------------------------- | -------- | ------------------- | --------- | ------- |
| 2006                                     | En cours | Vincenzo Sebastiani |           |         |
| Les données manquantes sont à compléter. |          |                     |           |         |

### Hameaux
Perticara,

### Communes limitrophes
Maiolo, Mercato Saraceno, Pennabilli, San Leo, Sant'Agata Feltria, Sogliano al Rubicone, Talamello, Torriana

## Population

### Évolution de la population en janvier de chaque année
| 1861  | 1901  | 1921  | 1951  | 1961  | 1971  | 1981  | 1991  | 2001  |
| ----- | ----- | ----- | ----- | ----- | ----- | ----- | ----- | ----- |
| 3 402 | 4 693 | 5 903 | 8 810 | 7 716 | 5 836 | 6 295 | 6 562 | 6 724 |

| 2011  | - | - | - | - | - | - | - | - |
| ----- | - | - | - | - | - | - | - | - |
| 7 380 | - | - | - | - | - | - | - | - |

## Personnalités liées à Novafeltria
- Elisa Triani, animatrice télé, danseuse et journaliste
- Ivan Graziani, chanteur

## Note
1. ↑  (it) Popolazione residente e bilancio demografico sur le site de l'ISTAT.
2. ↑  http://www.comune.novafeltria.pu.it/index.php?id=11703 « Copie archivée » (version du 27 décembre 2008 sur Internet Archive)
3. ↑  Les six autres communes détachées de la province de Pesaro et Urbino en 2009 et rattachée à celle de Rimini sont : Casteldelci, Maiolo, Pennabilli, San Leo, Sant'Agata Feltria et Talamello.

## Sources
- (it) Cet article est partiellement ou en totalité issu de l’article de Wikipédia en italien intitulé « Novafeltria » (voir la liste des auteurs) le 22/06/2012.